# Alfa Romeo TZ3
Con il nome Alfa Romeo TZ3 (acronimo di Tubolare Zagato 3) si intendono due autovetture distinte, prodotte dalla carrozzeria italiana Zagato con il marchio Alfa Romeo. Dopo un primo esemplare one-off, la TZ3 Corsa realizzata nel 2010, è stato presentato nel 2011 un secondo modello, la TZ3 Stradale messa in produzione in una piccolissima serie limitata di 9 esemplari.
La TZ3 è la terza generazione di vetture che presentano la sigla TZ, ed è stata realizzata per festeggiare il centenario della casa automobilistica Alfa Romeo e il novantesimo anniversario della Zagato.

## Concetto progettuale
Il concetto del "Progetto TZ3" ha origini molto remote sia nella storia della Zagato, sia in quella dell'Alfa Romeo, storie che per decenni hanno viaggiato in parallelo, soprattutto nelle competizioni automobilistiche. La TZ3 infatti non vuole solo festeggiare i 100 anni della casa automobilistica milanese e i 90 dell'atelier lombardo, ma anche rievocare e riassumere la collaborazione quasi secolare fra le due case. Il percorso di tale concetto è determinato da due modelli ben distinti, presentati in due momenti diversi: nel maggio 2010 viene presentata la TZ3 Corsa al Concorso d'eleganza Villa d'Este, e quasi un anno dopo, nell'aprile 2011, viene presentata la TZ3 Stradale. Come per le sue antenate TZ1 e TZ2, la TZ3 è un progetto frutto da una stretta collaborazione fra Alfa Romeo e Zagato, con la partecipazione anche del Centro Stile Alfa Romeo. La TZ3, quindi, è l'ultima delle tre vetture presentate nel 2010 in occasione dei cent'anni dell'Alfa Romeo da parte delle tre carrozzerie più rinomate della scena automobilistica italiana, infatti poche settimane prima sia la Bertone con la Pandion sia la Pininfarina con la 2uettottanta hanno reso omaggio alla casa milanese. Sebbene le iniziative possano essere sembrate indipendenti, la realizzazione di queste vetture è il frutto di una collaborazione ben precisa da parte dell'Alfa Romeo stessa con le carrozzerie che hanno contribuito a scrivere la sua storia.

## TZ3 Corsa

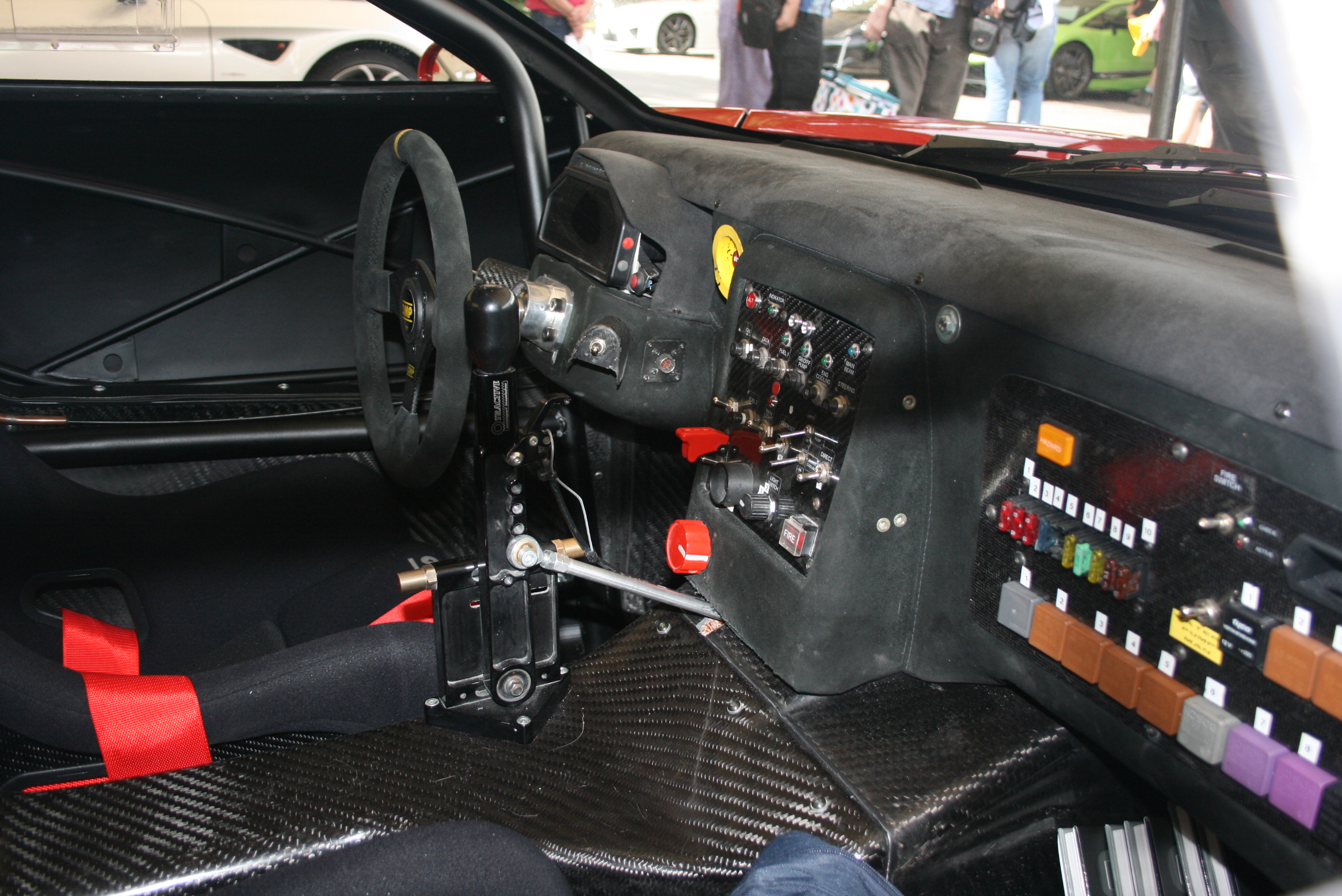
Abitacolo della TZ3 Corsa

L'Alfa Romeo TZ3 Corsa Zagato è la prima delle due versioni a uscire sul mercato, e non poteva essere altrimenti, infatti, oltre a essere un concept automobilistico e quindi anticipare le linee della vettura stradale, essa riprende fedelmente lo spirito da competizione delle storiche sorelle su base Giulia. Si tratta di una one-off ad alte prestazioni, di realizzazione completamente artigianale, presentato al pubblico al Concorso d'eleganza Villa d'Este, dove vince il premio Design Concept Award 2010. La vettura è a tutti gli effetti un'auto da competizione, ed è nata con questo scopo: la carrozzeria milanese, infatti, tiene a precisare sin dalla sua presentazione sul lago di Como che non si tratta solamente di un esercizio di stile ma una vera vettura da gara, volta a rappresentare tutti i successi avuti nelle competizioni durante il XX secolo.
La vettura è destinata a rimanere un esemplare unico ed è di proprietà di colui che l'ha finanziata: Martin Kapp, un famoso collezionista di Alfa Romeo firmate Zagato.

### Corpo vettura

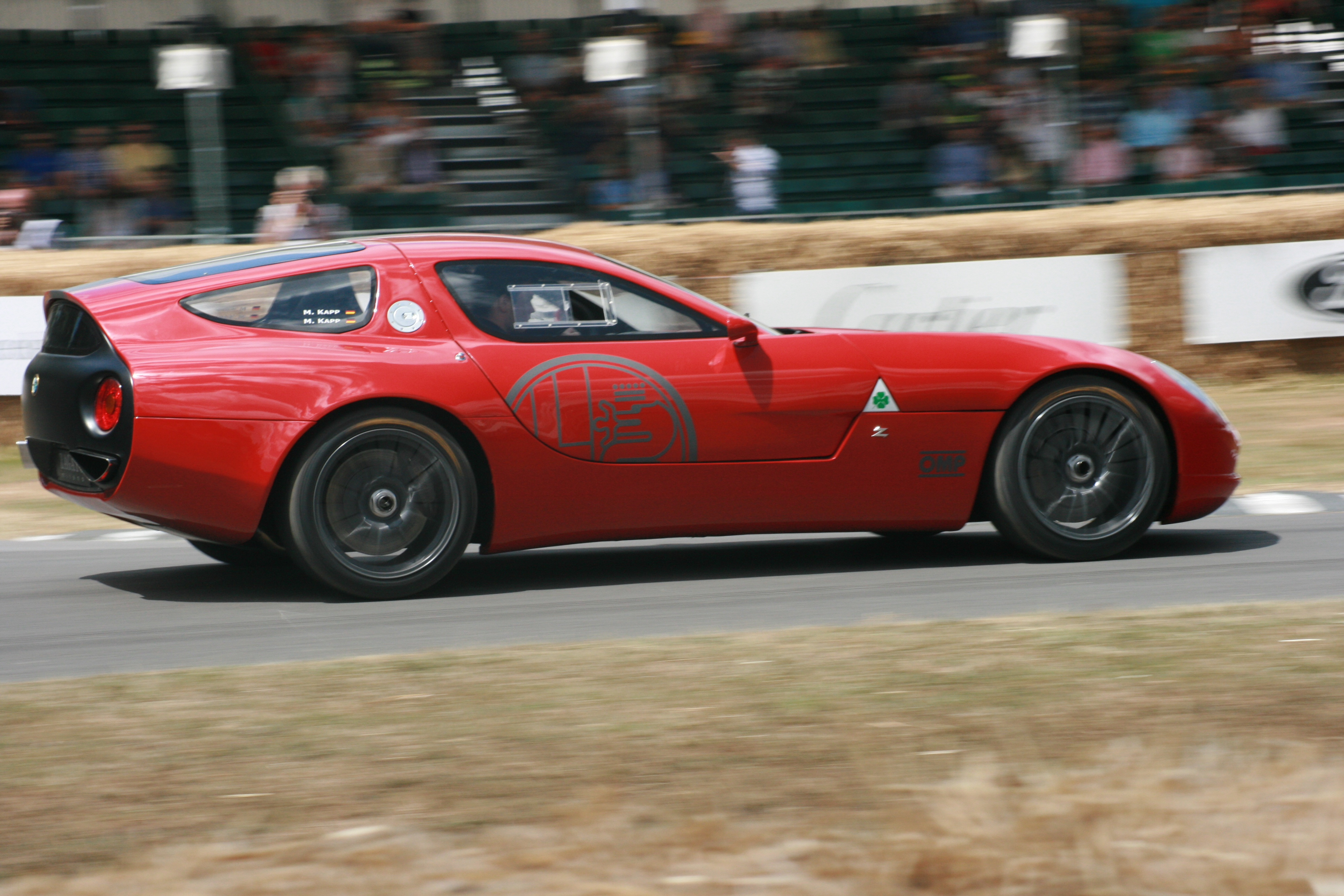
Vista laterale

La vettura si presenta con una carrozzeria molto estrema e rara da trovare fra i modelli di recente concezione; solo di recente una carrozzeria simile è stata adottata dalla SVS Codatronca TS realizzata dallo stesso creatore delle Giulia Tubolari Zagato, Ercole Spada. Infatti la carrozzeria della TZ3 è molto ispirata a quella delle sue antenate TZ1 e TZ2. Non è una vera e propria berlinetta perché tutto il corpo vettura è notevolmente rivolto al mondo delle competizioni, inoltre la coda è tronca e molto alta per ottimizzare il comportamento aerodinamico della vettura stessa, rendendola molto simile alle altre vetture del passato studiate appositamente per questo scopo, come la Ferrari 250 GT Drogo o le Tubolari Zagato su base Alfa Romeo Giulia.
Il corpo carrozzeria è interamente in lega d'alluminio leggera battuta a mano, mentre il telaio è costituito da una vasca in fibra di carbonio come l'Alfa Romeo 4C e da una struttura tubolare in acciaio.

## TZ3 Stradale

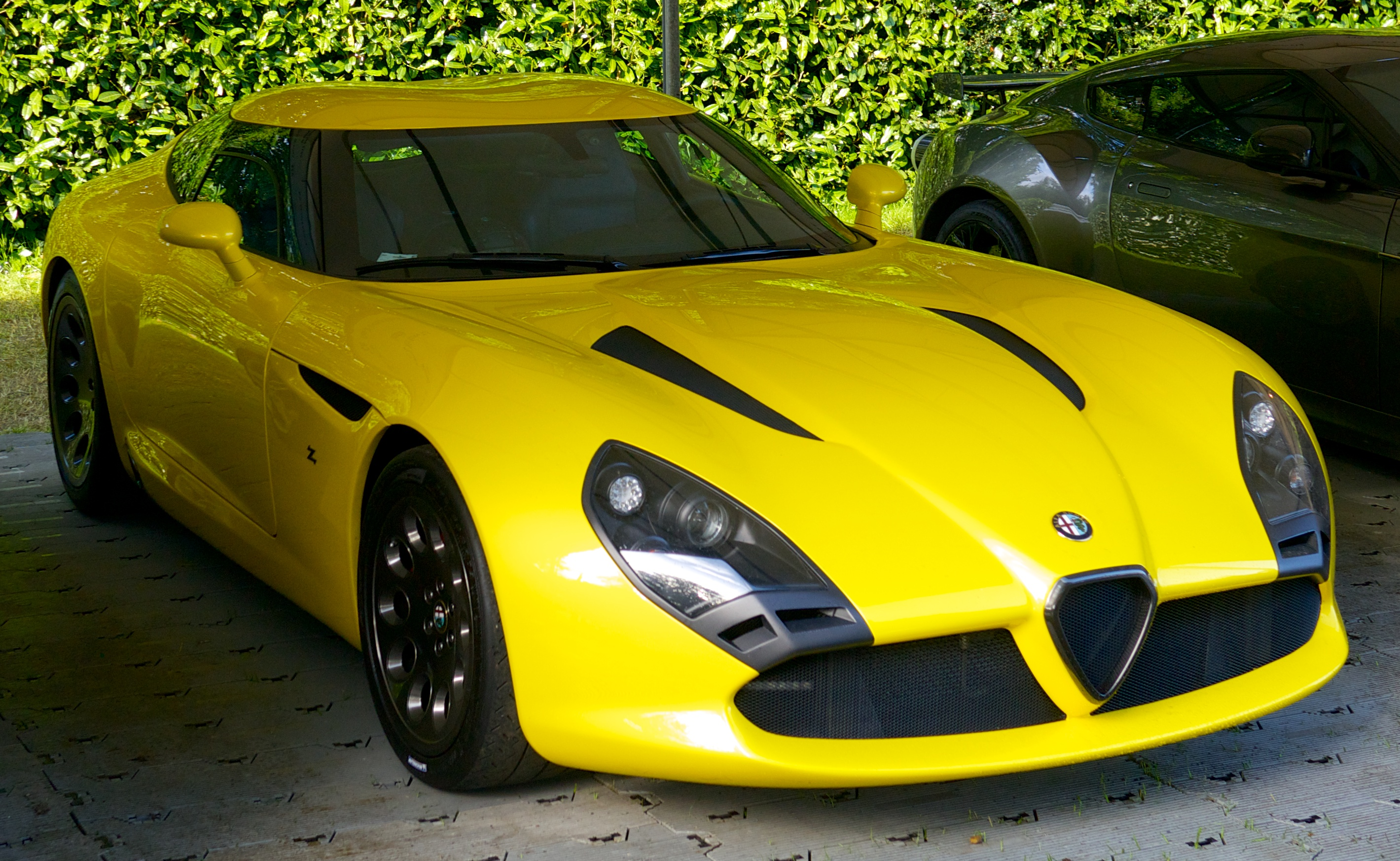
La TZ3 Stradale

La TZ3 Stradale arriva sul mercato un anno più tardi rispetto alla one-off TZ3 Corsa, e presenta rilevanti differenze dalla sorella da competizione. Viene prodotta in una piccola serie di soli 9 esemplari ed è costruita sulla base della Dodge Viper ACR; ciò è stato reso possibile dopo l'acquisizione di Chrysler Group da parte di Fiat S.p.A.

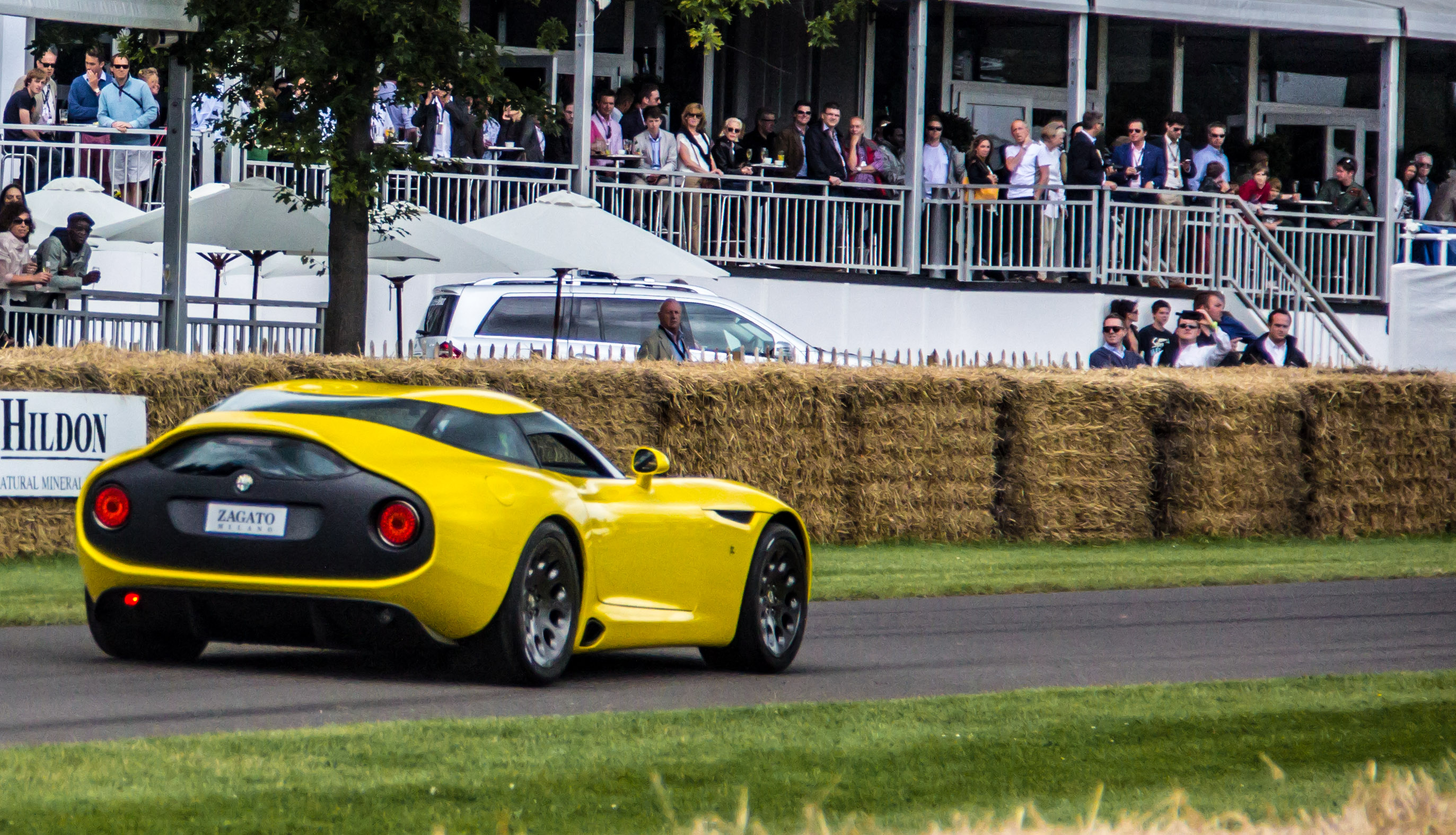
Vista posteriore

L'Alfa Romeo TZ3 Stradale monta un motore da 8,4 litri con dieci cilindri realizzato in alluminio con configurazione a V di 90 gradi; l'unità è in grado di sviluppare una potenza massima di 600 CV a 6.100 giri/min, e una coppia motrice di 760 N·m a un regime di 5.000 giri. La trasmissione è affidata a un cambio manuale a sei marce, abbinato a una trazione posteriore. Vanta una velocità massima di 325 km/h e un'accelerazione da 0 a 100 km/h in 3,6 secondi.